# Portulacaria
Portulacaria es un género de plantas con flores perteneciente a la familia Didiereaceae. Comprende 7 especies.

## Descripción
Las especies de este género son plantas que crecen como subarbustos o árboles pequeños de hoja perenne, alcanzando alturas de hasta 4 m. Tienen la corteza suave y pelada, y los tallos se dividen en segmentos. Las hojas son suculentas y están dispuestas transversalmente.
Presentan inflorescencias terminales donde se forman muchas flores pequeñas y hermafroditas. Tienen pedúnculos y crecen en racimos de 1 a 10 piezas. Tienen dos sépalos y los 4 o 5 pétalos tienen forma de capucha. La flor contiene de 5 a 10 estambres y el polen es tricolpado. El ovario superior es triangular y consta de 3 carpelos con un óvulo. Los frutos contienen tres alas, están secos y no se abren.

## Distribución
El área de distribución nativa de este género es el noroeste de Kenia, Angola y el sur de Mozambique hasta el sur de África. Además, se ha introducido en Sicilia (Italia).

## Taxonomía
El género Portulacaria fue descrito por el botánico neerlandés Nikolaus Joseph von Jacquin (1727-1817) y publicado por primera vez en el libro Collectanea ad botanicam 1: 160 en 1787.
Señalar que el género ha formado parte durante años de la familia de las portulacacias, pero según estudios moleculares de Reto Nyffeler y Urs Eggli, publicadas en la revista Taxon en 2010, pasó a la familia de las Didiereaceae. Adicionalmente, las pruebas filogenéticas también mostraron concluyentemente que las especies del género Ceraria debían pasar al género Portulacaria.

Etimología
Portulacaria: nombre genérico derivado del género Portulaca debido a su parecido con este. El sufijo "-aria" es un sufijo latino que se utiliza para indicar relación o pertenencia. 

## Usos
El principal uso de la portulacarias es el de la ornamentación, especialmente para la creación de bonsáis. Es una planta resistente que crece bien en jardines costeros y de rocas formando setos. 
Algunas especies se usan en el arte japonés de los arreglos florales, conocido como ikebana. Cuando crece de forma silvestre sus carnosas hojas son un delicioso alimento para los animales herbívoros.

## Especies aceptadas
Actualmente, el género Portulacaria consta de 7 especies aceptadas según la Plants of the World Online (POWO):
| Imagen | Nombre científico                                              | Distribución                                                             |
| ------ | -------------------------------------------------------------- | ------------------------------------------------------------------------ |
|        | Portulacaria afra Jacq.                                        | Noroeste de Kenia, sur de Mozambique y sur de África.                    |
|        | Portulacaria armiana Van Jaarsv.                               | Suroeste de Namibia.                                                     |
|        | Portulacaria carrissoana (Exell & Mendonça) Bruyns & Klak      | Desde el suroeste de Angola hasta el noroeste de Namibia.                |
|        | Portulacaria fruticulosa (H.Pearson & Stephens) Bruyns & Klak  | Desde el suroeste de Namibia hasta el noroeste de la provincia del Cabo. |
|        | Portulacaria longipedunculata (Merxm. & Podlech) Bruyns & Klak | Desde el suroeste de Angola hasta el noroeste de Namibia.                |
|        | Portulacaria namaquensis Sond.                                 | Desde el sur de Namibia hasta el norte de la provincia del Cabo.         |
|        | Portulacaria pygmaea Pillans                                   | Desde el suroeste de Namibia hasta el noroeste de la provincia del Cabo. |